# 門出ピーチクパーチク
門出ピーチクパーチク（かどでピーチクパーチク、英語：KADODE PI-CHIKU PA-CHIKU）は、ベンヌ所属のお笑いコンビ。2009年2月に結成、2014年3月に解散。略称「門ピー」、「ピーパー」。

## メンバー
AKI（アキ、1990年1月30日 - ）
- ツッコミ。立ち位置は向かって左。
- 本名：巴山 晶博[3]。2012年6月に巴山アキヒロから改名[4]。愛知県名古屋市出身。成城大学社会イノベーション学部卒業[1]。
- 身長178cm、体重62kg、血液型O型[3]。
- ベンヌの先輩にあたるJOYと親交が深い[5]。
- 解散後はフリーランスでタレントとして活動。2015年7月よりワタナベエンターテインメント（名古屋事業本部）に所属[6]、2016年10月より再びフリーランスになる[7]。
- e-sports関係の仕事も行っており、『オールナイトニッポン0』（ニッポン放送、NRN）[8]や『e-elements GAMING HOUSE SQUAD』（アニマックス）[9]といったレギュラー番組も持っている。
- 2019年にGarou株式会社を設立、代表取締役となりタレント・YouTuberのマネジメントも行っている[10][11]。
- 2023年に Garou株式会社がBitStarとM&Aを成立。8月にOOO（スリーオー）というレーベルを立ち上げる。インフルエンサーなど所属クリエイターは10名を超え、提携しているクリエイターも含めると60名以上となる。

加藤パーチク（かとう パーチク、1990年2月22日 - ）
- ボケ。立ち位置は向かって右
- 本名：加藤 渉（かとう しょう）[12]。神奈川県横須賀市出身。関東学院大学経済学部卒業[1]。
- 身長162cm、体重48kg、血液型B型[3]。
- 2014年に新コンビ・バースディパーティーを結成するが[12]、約1年でコンビ活動休止。

## 略歴
AKI、加藤とも高校時代から別々のコンビで活動していたが、インディーズライブ出演などで互いのことは知っていた。それぞれのコンビが解散したことを機に、「試しに組んでみよう」と、大学在学中の2009年にコンビを結成。モデル事務所であるベンヌ初のお笑い芸人となった。
2010年、M-1グランプリでは3回戦進出、「全日本お笑い選手権 お笑い全日本カップ〜学生芸人日本一決定戦〜」にて優勝する。同年から単独公演「匂艶 THE NIGHT SHOW」を不定期に開催。2012年春にそれぞれ大学を卒業する。
2013年11月11日、ブログにてコンビ解散を発表。AKIはベンヌを退所し、加藤はベンヌに残りピン芸人・俳優として活動する。
元祖AR芸人。

## 受賞歴
- 2010年度全日本お笑い選手権 お笑い全日本カップ〜学生芸人日本一決定戦〜：優勝
- 笑才2013：優勝[14]

## 出演番組

### テレビ
- 門出ピーチクパーチクのおもしろTV（2013年、寄席チャンネル）
- ピーパーTV さがせ!ピーチクパーチク（2013年[17] - 、CBC）
- MUSIC ピーパーTV（2014年 - 2015年、CBC） - AKI

### ラジオ
- 0時のつぶやき さがせ!ピーチクパーチク（2012年 - 2013年、CBCラジオ）
- 門出ピーチクパーチクの発掘王（2012年、ニッポン放送）
- 0時のつぶやき / うしみつドキドキ! ピーパーラジオ 〜AKIとおもしろ野郎たち〜（2014年 - 2015年、CBCラジオ） - AKI
- うしみつドキドキ! ピーパーラジオ〜AKIとMAG!C☆PRINCE〜（2015年、CBCラジオ） - AKI
- うしみつドキドキ! MAG!C☆PRINCEの本気ラジ（2015年 - 2016年、CBCラジオ） - AKI
- AKIのオールナイトニッポン0(ZERO)〜eスポーツSP〜（2018年10月 - 2021年3月、ニッポン放送） - AKI

### ミュージックビデオ
- GILLE「Try Again Stories #11 門出ピーチクパーチク編」（2013年）[18]

## 単独ライブ
匂艶 THE NIGHTE SHOW （ニジイロザナイトショー）
- 「匂艶 THE NIGHTE SHOW vol.1」
- 「匂艶 THE NIGHTE SHOW vol.2」
- 「匂艶 THE NIGHTE SHOW vol.3」
- 「匂艶 THE NIGHTE SHOW vol.4」
- 「匂艶 THE NIGHTE SHOW vol.5」ゲスト：JOY（北沢タウンホール）
- 「匂艶 THE NIGHTE SHOW vol.6」ゲスト：ラブレターズ、桃、クロリサ（豊島区民ホール）
- 「匂艶 THE NIGHTE SHOW vol.7」ゲスト：JOY、桃、クロリサ（関交協ハーモニックホール）
- 「匂艶 THE NIGHTE SHOW vol.8」ゲスト：松岡卓弥、大倉士門（関交協ハーモニックホール）

## 書籍
- 恋KOIコイ〜AKIは今日から女の子の味方★〜（2013年、近代映画社） - AKI[19] ISBN 978-4764871786

### 雑誌連載
- SCREEN（2013年、近代映画社） - AKI